# Grotte von Prinvaux

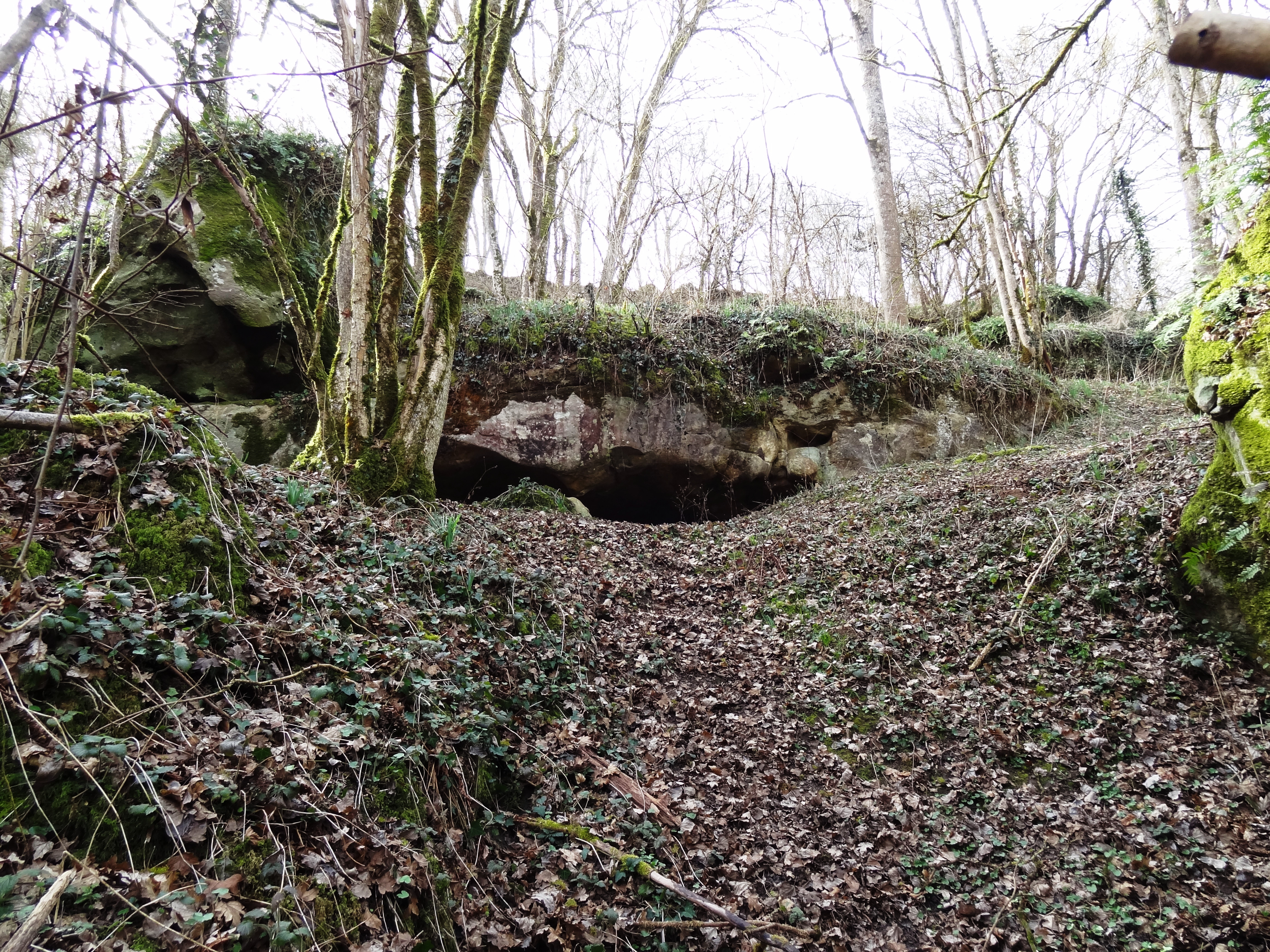
Grotte von Prinvaux

Die Grotte von Prinvaux (auch La grotte Boussaingault genannt) ist eine Höhle im Wald von Fontainebleau, südlich der Stadt Boigneville im äußersten Süden des Département Essonne in Frankreich. Sie liegt zwischen der Quelle des Flusses Velvette und dem Weiler Prinvaux auf einem Hügel in der Nähe anderer Höhlen.
Der Eingang der etwa 7,0 m langen Höhle ist 70 cm hoch.
Die kaum deutbaren Gravuren in der Höhle stammen aus dem Mesolithikum zwischen 8000 und 6000 v. Chr. Über die Chronologie der verschiedenen Stile des sogenannten Corpus bellifontain besteht in der Wissenschaft keine Einigkeit. An den Abris und in den Höhlen des Massivs von Fontainebleau gibt es eine Fülle von Gravierungen aus der Steinzeit (ab etwa 8000 v. Chr.), die zunächst von der deutschen Amateurarchäologin Marie E. P. König (1899–1988) erforscht wurden. 
Die Höhle ist seit 1980 als Monument historique geschützt.

Grotte von Prinvaux
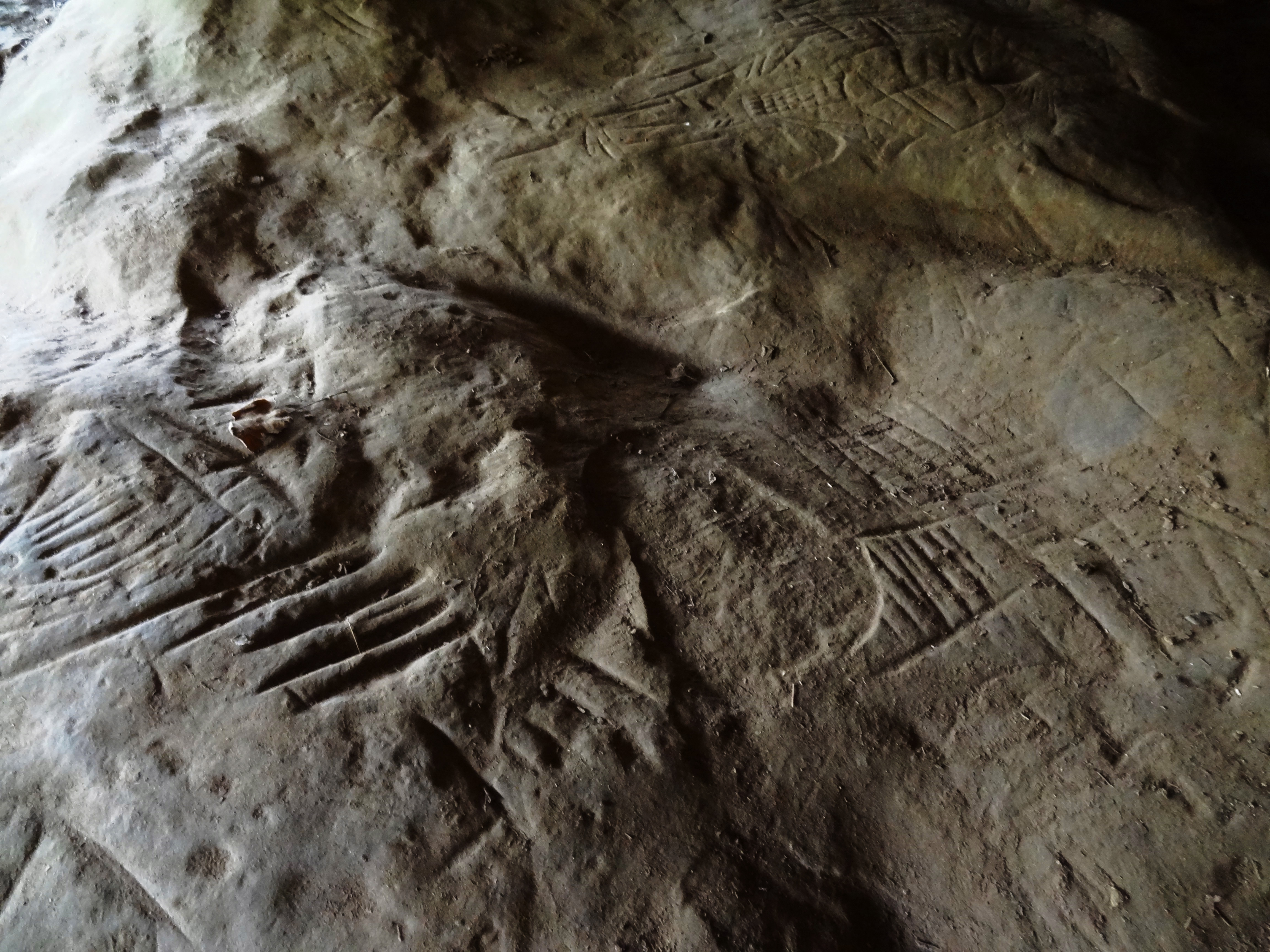
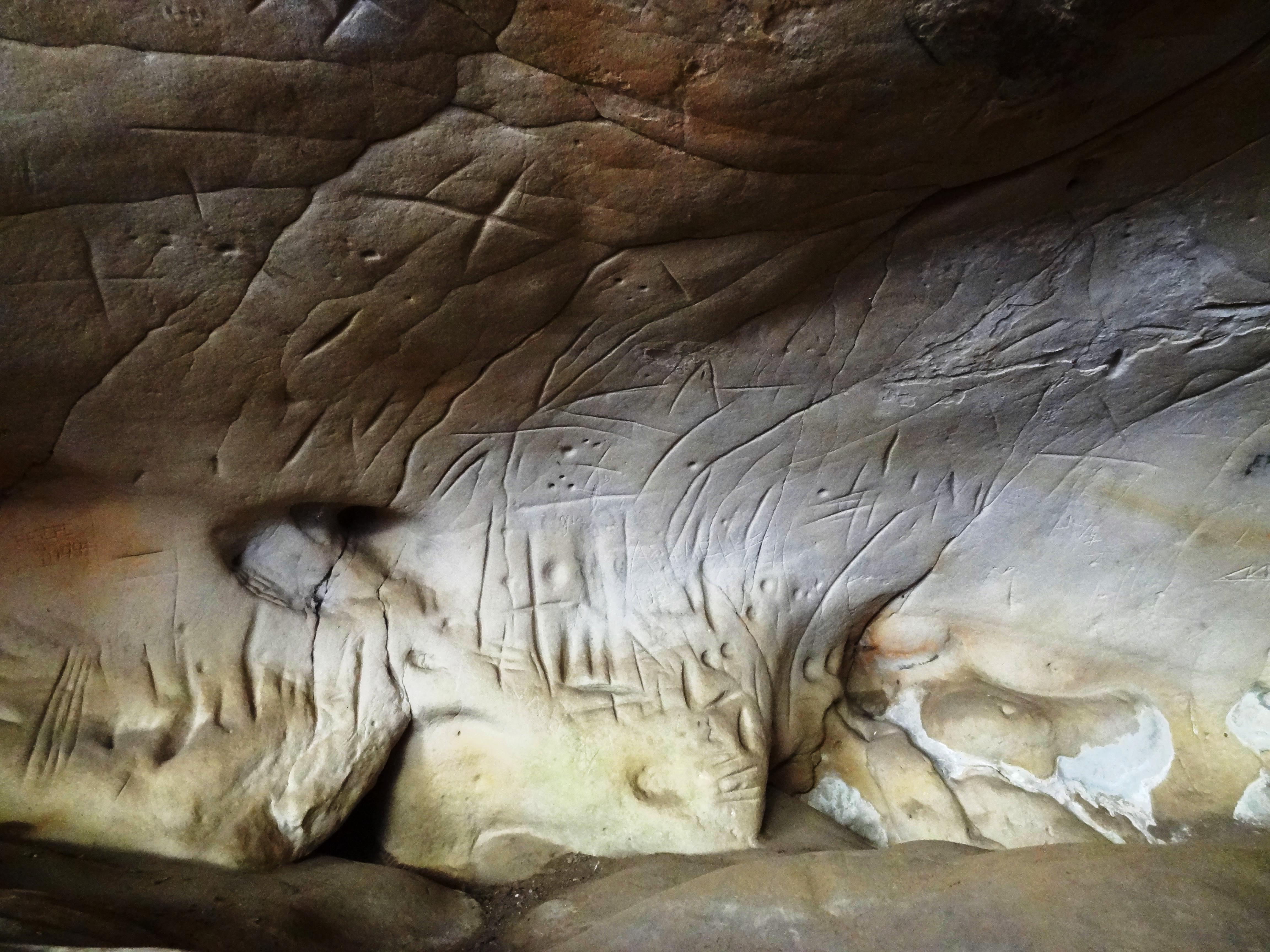
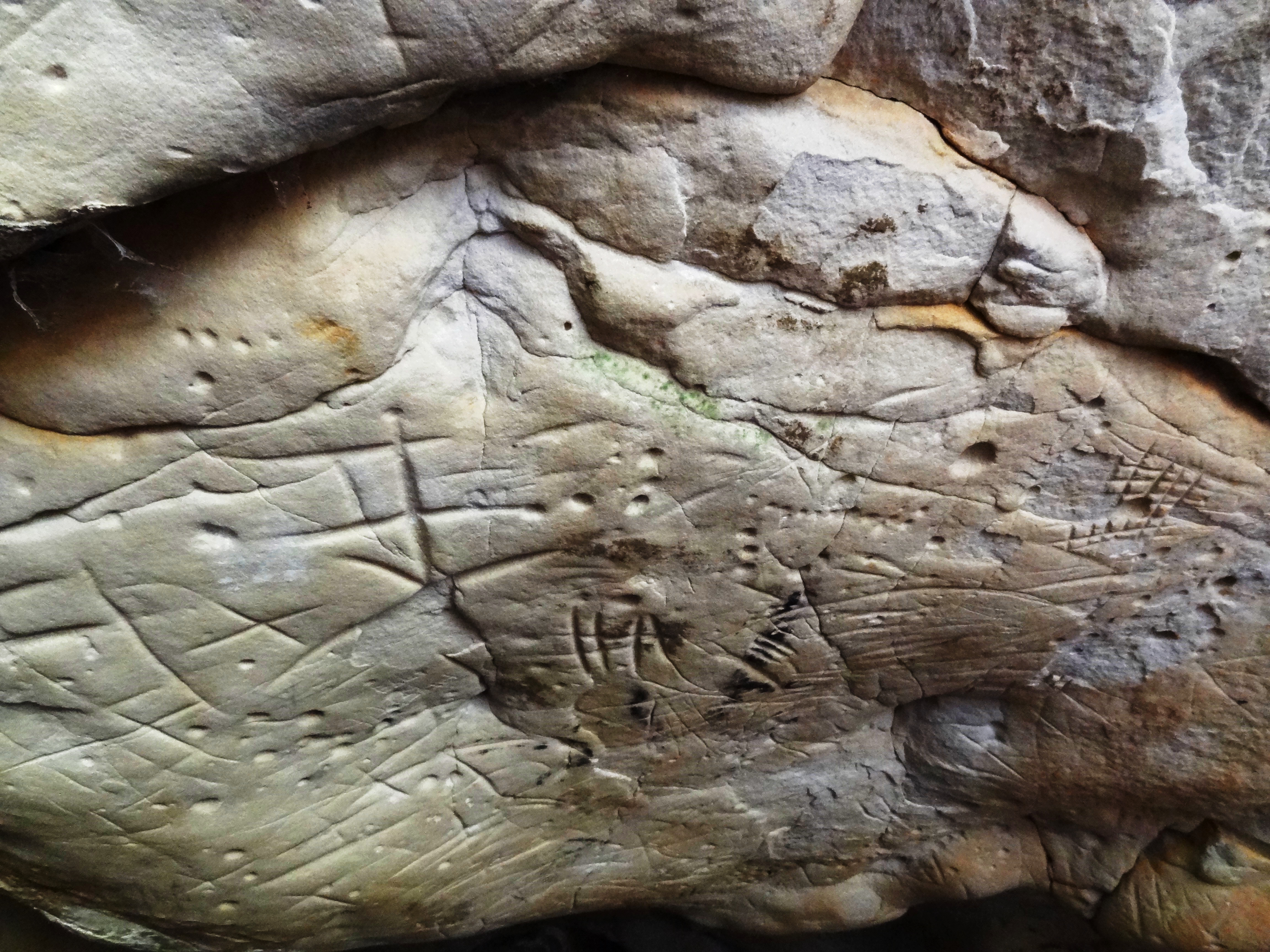
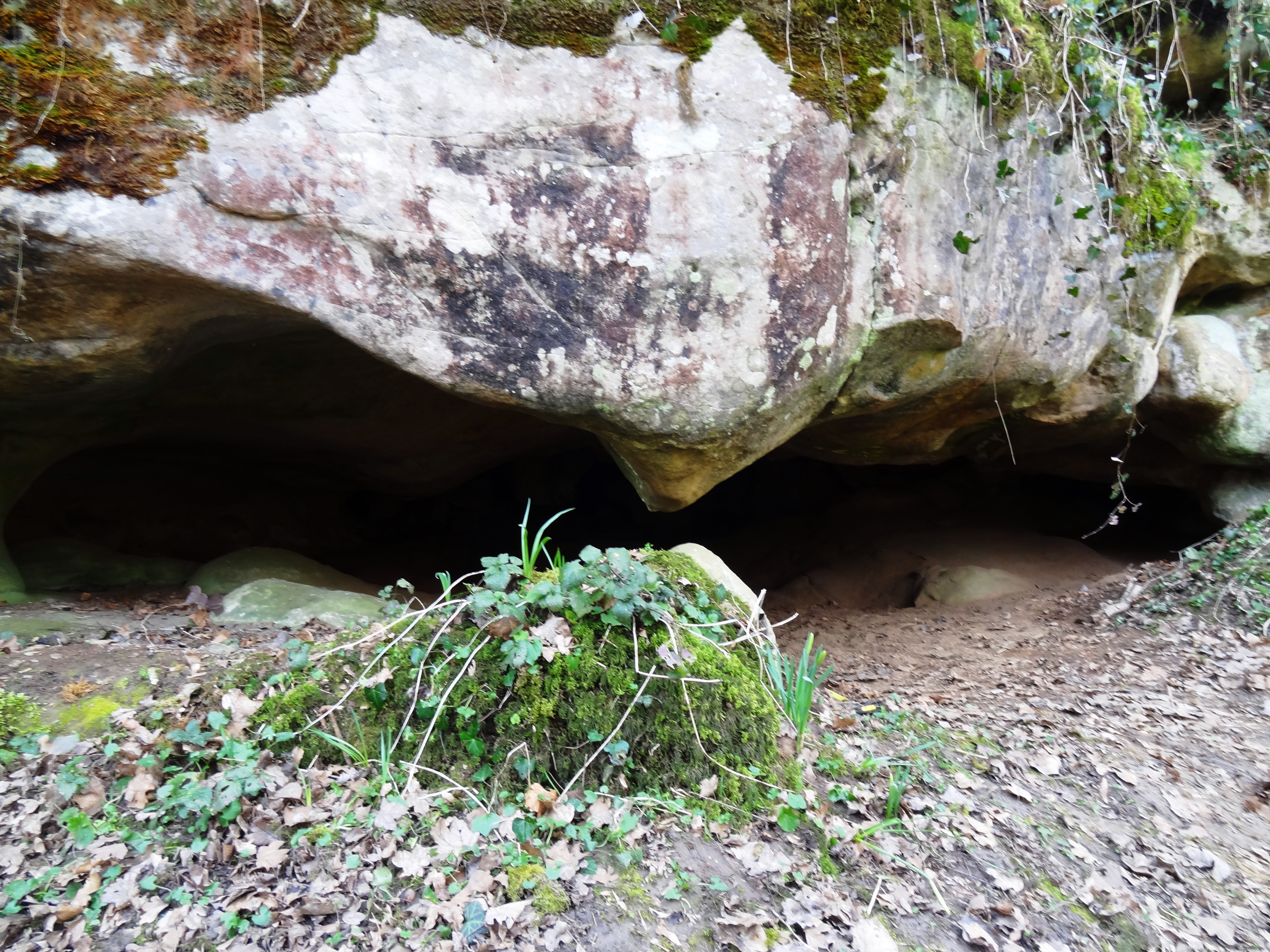